# Jürgen Sundermann
Hans-Jürgen Sundermann (ur. 25 stycznia 1940 w Mülheim an der Ruhr, zm. 4 października 2022 w Leonbergu) – niemiecki piłkarz występujący na pozycji obrońcy, reprezentant RFN, trener piłkarski.

## Kariera klubowa
Sundermann karierę rozpoczynał jako junior w 1. FC Styrum. W 1958 roku został zawodnikiem klubu Rot-Weiß Oberhausen z Oberligi. Występował tam przez cztery sezony, po czym odszedł do FC Viktoria Köln, również grającej w Oberlidze. W sezonie 1962/1963 spadł z nią do Regionalligi.
W 1964 roku Sundermann przeszedł do Herthy BSC, występującej w Bundeslidze. Zadebiutował w niej 22 sierpnia 1964 w wygranym 3:2 meczu z 1. FC Köln. W sezonie 1964/1965 wraz z Herthą spadł do Regionalligi. Jej barwy reprezentował tam przez jeden sezon, a następnie przeszedł do szwajcarskiego Servette FC. Spędził tam dwa sezony, a potem odszedł do FC Basel. Dwa razy zdobył z nim mistrzostwo Szwajcarii (1969, 1970). W 1972 roku wrócił do Servette, gdzie w 1976 roku zakończył karierę.

## Kariera reprezentacyjna
W reprezentacji reprezentacji RFN Sundermann wystąpił jeden raz, 23 marca 1960 w wygranym 2:1 towarzyskim meczu z Chile.

## Kariera trenerska
Sundermann karierę rozpoczął jako trener grający zespołu Servette FC. W 1976 roku został trenerem klubu VfB Stuttgart z 2. Bundesligi. W sezonie 1976/1977 awansował z nim do Bundesligi. Stuttgart prowadził do końca sezonu 1978/1979. Następnie trenował szwajcarski Grasshopper Club, z którym w sezonie 1979/1980 wywalczył wicemistrzostwo Szwajcarii.
W 1980 roku Sundermann wrócił do VfB Stuttgart, który tym razem prowadził przez dwa sezony. Następnie objął stanowisko szkoleniowca zespołu Stuttgarter Kickers z 2. Bundesligi, jednak w trakcie sezonu 1982/1983 zmienił klub i został trenerem FC Schalke 04 (Bundesliga). Pracował tam do końca tamtego sezonu, a następnie przeniósł się do francuskiego RC Strasbourg.
W sezonie 1983/1984 zajął z nim 8. miejsce w Division 1. W marcu 1985 odszedł z klubu.
Od połowy 1985 do marca 1986 Sundermann prowadził turecki Trabzonspor. Następnie został trenerem broniącej się przed spadkiem z 2. Bundesligi Herthy BSC, z którą na koniec sezonu 1985/1986 spadł jednak do Oberligi. W sezonie 1987/1988 awansował z nią jednak z powrotem do 2. Bundesligi. W październiku 1988 przestał być szkoleniowcem Herthy.
Potem trenował turecki Malatyaspor, a także zespoły 2. Bundesligi – SpVgg Unterhaching, VfB Leipzig oraz SV Waldhof Mannheim. W sezonie 1993/1994 przez dwa miesiące po raz drugi prowadził VfB Leipzig, grający już wówczas w Bundeslidze. W kolejnych latach Sundermann był jeszcze szkoleniowców zespołów Sparta Praga, VfB Stuttgart, Tennis Borussia Berlin, CS Sfaxien oraz Vorwärts Steyr, który był jego ostatnim klubem w karierze.